# Тимковецкий Поток
Тимковецкий Поток (укр. Тимковецький Потік) — река во Львовском районе Львовской области Украины. Левый приток реки Перегноевка (бассейн Вислы).
Длина реки 28 км, площадь бассейна 165 км². Русло в верхнем течении слабоизвилистое, в среднем и нижнем течении умеренно извилистое, местами выпрямленное.
Истоки расположены южнее села Ганачевка, между лесистыми холмами Гологоров. Течёт в пределах Надбужанской котловины сначала преимущественно на север, потом — на восток. Впадает в Перегноевку в городе Глиняны (в черте города река течёт на север и северо-запад).